# Вікінги (фільм, 2008)
«Ві́кінги» (англ. Outlander, дослівний переклад — «Чужи́нець») — американський пригодницький фантастичний бойовик 2008 р. режисера Говарда МакКейна. В головній ролі — Джеймс Кевізел. Кевізел описав Outlander як легку комбінацію таких фільмів як «Хоробре серце» і «Горець». Кошторис — $50 000 000. Касові збори — через обмежений випуск станом на серпень 2009 року близько $166 003 в США і $6 192 098 в усьому світі. Однією з головних тем фільму є гіпотеза палеоконтакту.
Слоган фільму: «Воно зруйнувало його світ. Він не дозволить йому зруйнувати наш».

## Сюжет
Норвегія, 709 рік від Різдва Христового. Зореліт прибульців з далекої зоняної системи терпить катастрофу та тоне в озері. Один із пілотів, якого звуть Кейнан, витягає іншого члена екіпажу на берег, після чого втрачає свідомість. Отямившись, він бачить, що його напарник загинув. Далі він чує сигнал рятувального модуля та прямує до нього. Завдяки технологіям своєї раси Кейнану вдається зрозуміти, що він опинився на планеті Земля. Також він намагається через радар виявити найближчий дружній зореліт, однак пошук нічого не виявляє. Тож прибульцю залишається сподіватися лише на свої сили. Він за декілька хвилин вивчає мову тутешніх народів та вирушає в дорогу, прихопивши з собою зброю.
Неподалік від місця аварії зорельота Кейнан знаходить поселення. Проте все виглядає так, ніби перед його появою місцеві жителі стали жертвами нападу когось чи чогось. Жодних тіл Кейнан не знаходить, однак всі деталі кажуть про те, що тут був хижак виду мурвін, який також перебував на космічному кораблі. Потім Кейнан чує звуки наближаючихся вершників і прямує їм на зустріч. Втім, йому не вдається вступити в бій, так як противник доволі швидко оглушає його. Таким чином Кейнан потрапляє в полон до племені короля Рутгара.
Під час допиту Кейнана люди Рутгара намагаються дізнатися як тому вдалося знищити сусідське поселення. Його вождь Ґуннар скоро повернеться з військового походу та скоріш за все винитиме саме Рутгара в цьому, що призведе до війни. В свою чергу Кейнан розповідає про якогось дракона, що тепер полює на цих землях. Однак Рутгар та його люди просто насміхаються зі слів чужинця. Але вже наступної ночі з'являється мурвін. Він вбиває декількох жителів поселення та зникає. Тим не менш ця подія змушує Рутгара по-іншому ставитися до слів чужинця. Король визнає свою помилку та звільняє Кейнана, після чого збирає загін воїнів, щоб вполювати монстра...

## Ролі
- Джеймс Кевізел — Кейнан, головний герой і космічний мандрівник
- Софія Майлс — Фрея, дочка Рутгара
- Джек Г'юстон — Вульфрік, племінник Рутгара і спадкоємець на звання короля Георота
- Джон Гарт — Рутгар, король Георота
- Кліфф Сондерс — Боромир, коваль Георота
- Рон Перлман — Ґуннар, вождь сусіднього поселення
- Ейдан Девайн — Ейнар
- Бейлі Моен — Ерік, малий сирота
- Патрік Стівенсон — Унферс
- Джеймс Престон Роджерс — Бйорн

## Виробництво
Режисер Говард Маккейн став натхненним написати сценарій до Outlander в 1992 р., коли був студентом Тішської школи мистецтв Нью-Йоркського університету. Він побачив номер журналу Archaeology, який зображав відновлений човен вікінгів на обкладинці, і замислив історію, засновану на поемі Беовульф. Проте ідея про монстра в часи вікінгів не здалася Маккейну достатньо переконливою на той момент, тому він відклав її до 1998 р., поки не зустрів Дірка Блекмана, досвідченого голлівудського сценариста. Останній навчався в Колумбійському університеті, та заново розробив сюжет з елементами наукової фантастики та повторно реідентифікував персонажів, дистанціював їх від витоків Беовульфа. За словами Маккейна, режисер Ренні Харлін висловив зацікавленість у створенні Outlander в одній точці. Зрештою, «Чужинець» профінансований незалежно, спецефекти розроблені Weta Workshop, знятий на Південному острові Нової Зеландії. За розвиток проєкту тривала боротьба, в 2004 р. виробнича компанія Ascendant Pictures та продюсер Баррі Осборн дав Маккейну і його команді необхідну підтримку для продовження.

Фінальна сцена. Кейнан і Фрея цілуються після перемоги над Мурвіном.

У травні 2005 р. Weinstein Company оголосила про додавання науково-фантастичного епічного «Чужинця» до свого дистриб'юторського листа з режисурою Говарда Маккейна. У той час актор Карл Урбан був на переговорах, щоб зіграти головну роль у фільмі, заснованого на сценарії Маккейна та Дірка Блекмана. У вересні 2006-го Джеймс Кевізел оголошений зніматися в Outlander, замінивши Урбана. Зйомки планувалося розпочати 16 жовтня 2006 р. в Галіфаксі і річці Найн-Майлс, Нова Шотландія, які триватимуть 10 тижнів. Зйомки відбулися також в Бухті островів, Ньюфаундленд, знайденого художником-постановником, який дивився на фотографії західного узбережжя Ньюфаундленда після невдалої розвідки місць Нової Зеландії та Британської Колумбії. Затока мала вхід, що моделював частину фьорда для фільму. Концептуальний дизайн Outlander сформований Йєном Маккейгом, чия Ninth Ray Studios допомогла створити концепт-арт, розкадровку, аніматроніку і сценографію. Софія Майлс, Рон Перлман, Джон Херт і Джек Г'юстон обрані на ролі разом з Кевізелом, вони з'явилися на промофото 5 січня 2007 р. в Галіфаксі і Ньюфаундленді. Художник по костюмах Дебра Генсон розробила вручну костюми для головних героїв, використовуючи конструкції Ninth Ray Studios. Вона також представила попередні костюми від її колишнього співробітництва, Беовульф і Грендель. Актор Патрік Стівенсон, який грає забобонного вікінга Унферса, вивчав язичницьких богів, скандинавського бога Тора та рунні камені для свого персонажа.
Для головного персонажа Кейнана режисер Говард Маккейн шукав актора, який був би «людиною з душею» та зобразив його настільки сильно, розмістивши при цьому бойові якості на другому місці. Режисер вибрав Кевізела, оскільки той відповідав цим критеріям. Маккейн побачив американський акцент Джеймса Кевізела в ролі Кейнана, як спосіб дистанціювати та виділити персонаж з вікінгів, чиїм акторам належали європейські акценти. Режисер змусив Кейнана говорити іншопланетною мовою перед адаптацією старовікінгською, яка буде мовою, що інтерпретується англійською для глядачів фільму. Мову прибульця зіграла давньоскандинавська, а Джеймс Кевізел був навчений говорити нею за допомогою професора лінгвістики з Ісландії. Противник Кейнана, істота, названа мурвіном, розроблена дизайнером Патріком Татопоулосом для фільму Маккейна безплатно. Мурвін (англ. Moorwen) — це гра слів від слова «морлок» (англ. Morlock), з «Машини часу» Герберта Веллса. Режисер і дизайнер істоти створили мурвіна як тварину, щоб той сприймався монстром тими, хто опинився під загрозою. Маккейн високо оцінив працю Татопоулоса: «Він приніс потрібну кількість люті, чуттєвості, відчуття особистості і розумний вид інтелекту [в мурвіні], що було прекрасно». Істота створена такою, щоб володіти біолюмінесценцією, використовуючи світло, заманюючи свою здобич.

### Зйомки
Для фільму Маккейн побудував модель поселення і відновлений корабель вікінгів за зразком Озеберзького корабля з Музею кораблів вікінгів в Осло. Корабель спущений на воду в Літтл Порт, Ньюфаундленд, а потім спалений на сцені — залишки знаходяться на дисплеї в співтоваристві Лерк Гарбор Ньюфаундленду. Поселення вікінгів побудоване на фермі Найн-Майлс у Новій Шотландії. Команда знайшла власну деревину, найняла будівельників, отримала реєстрацію і вантажівку для побудови парапету 800 футів в довжину і 20 футів у висоту. Село будувалося протягом трьох місяців, включаючи довгі будинки і залу.
Перший фільм у кінематографі, що показав давньонорвезьку мову, предка сучасних ісландських та ряду інших скандинавських мов. Говард Маккейн використав ісландського професора, щоб допомогти перекласти діалог і вчити акторів, як розмовляти стародавньою мовою.
Мова спілкування Кейнана та його комп'ютера на початку фільму — насправді давньоісландська (давньонорвезька), як нею розмовляли в 12-му столітті. Діалог між ним і комп'ютером звучить наступним чином. Кейнан запитує: «Stadur?» (Місце). Комп'ютер відповідає: «Stadhur: NoReg, taeknistig: Jarnold», що означає «Місцезнаходження: Норвегія, Технологія: Залізна доба». Кейнан запитує: «Leita skips» (Пошук кораблів). Комп'ютер відповідає: «Leita....engin skip fundust», що означає «Пошук... ніяких кораблів не знайдено». Кейнан каже: «Senda merki» (насправді означає «Відправити сигнал», але перекладається як «мова»). Комп'ютер відповідає: «saeki talmal: norrænu», що означає «Завантаження діалекту: норвезький». Коли Кейнан поховав свого друга, він каже: «Far vel, herra», перекладається, як «На добраніч, сер». Також ця мова звучить у космопорті на захопленій народом Кейнана планеті мурвінів.
Персонаж Софії Майлс називається Фрея. У скандинавській міфології Фрея була богинею родючості та краси і паралельно войовничою богинею, яка вибирала половину убитих воїнів для своєї зали Сесрумнір. Іншу половину до Вальгалли забирав Одін.
Томас Джейн і Шон Бін могли зіграти Кейнана перед тим, як на цю роль погодився Джеймс Кевізел
Один з щитів в Щитовій залі розписаний як норвезький прапор.
Спочатку фільм замислювався як великобюджетний проєкт, зйомки якого повинні були пройти в Новій Зеландії, а компанія Weta Digital, що працювала над спецефектами для трилогії «Володар Перснів», повинна була створити спецефекти.
Корабель, який пливе з мертвими вікінгами у фінальній сцені, має вітрило, що містить кольори, жовтий і синій, Швеції.

## Сприйняття

### Критика
Фільм отримав загалом змішані відгуки професійних критиків. Він має рейтинг 40 зі 100 на сайті Metacritic на основі 11 оглядів. Rotten Tomatoes повідомляє, що 37% критиків дали фільму позитивну оцінку, засновану на 62 оглядах.
Глядачі оцінили фільм краще. Рейтинг на сайті IMD — 6.2/10 на основі 71 365 голосів.
Рей Беннет з The Hollywood Reporter назвав фільм «розважальним нонсенсом з Вищої ліги спецефектів»

### Нагороди
- 2010 — Гільдія режисерів Канади за видатні досягнення у звукорежисурі.

### Касові збори
«Чужинець» отримав обмежений випуск 23 січня 2009 р. в 81 кінотеатрі та зібрав $59 581 у прокаті США в перший уїк-енд. Станом на серпень 2009-го він заробив $166 003 в США і $6 192 098 в усьому світі. Фільм став касовим провалом, бюджет становив $47 млн.